# نابير والر
نابير والر (بالإنجليزية: Napier Waller)‏ هو رسام أسترالي، ولد في 19 يونيو 1893، وتوفي في 30 مارس 1972.